# Microchrysa
Microchrysa là một chi ruồi trong họ Stratiomyidae.

## Các loài
- Microchrysa cyaneiventris (Zetterstedt, 1842)
- Microchrysa flavicornis (Meigen, 1822)
- Microchrysa polita (Linnaeus, 1758, 1758)